# Сизо
Сизо (фр. Cizos) је насеље и општина у јужној Француској у региону Миди Пирене, у департману Горњи Пиринеји која припада префектури Тарб.
По подацима из 2011. године у општини је живело 113 становника, а густина насељености је износила 14,85 становника/km². Општина се простире на површини од 7,61 km². Налази се на средњој надморској висини од 380 метара (максималној 462 m, а минималној 301 m).

## Демографија
| 1962. | 1968. | 1975. | 1982. | 1990. | 1999. | 2011. |
| ----- | ----- | ----- | ----- | ----- | ----- | ----- |
| 103   | 129   | 122   | 118   | 129   | 114   | 113   |

График промене броја становника у току последњих година